# Ситал (футбольний клуб)
Ситал — радянський футбольний клуб з Костянтинівки. Заснований у 1935 році. З 1967 року по 1969 рік грав у класі «Б», далі згадується в турнірах КФК.

## Назви
- 1935—1967 — «Автоскло»;
- 1967 — «Ситал»;

## Досягнення
- У другій лізі — 9 місце (в зональному турнірі УРСР класу «Б» 1968 рік).
- У Кубку СРСР — 1/32 фіналу (1936).